# الدوري الإنجليزي لكرة القدم 1973–74
الدوري الإنجليزي لكرة القدم 1973–74 (بالإنجليزية: 1973–74 Football League)‏ هو موسم من دوري كرة القدم الإنجليزي. فاز فيه ليدز يونايتد.